# Mehedivka, Lohvîțea
Mehedivka (în ucraineană Мехедівка) este un sat în comuna Bezsalî din raionul Lohvîțea, regiunea Poltava, Ucraina.

## Demografie
Componența lingvistică a localității Mehedivka
     Ucraineană (97,83%)
     Română (1,09%)
     Alte limbi (1,08%)
Conform recensământului din 2001, majoritatea populației localității Mehedivka era vorbitoare de ucraineană (97,83%), existând în minoritate și vorbitori de română (1,09%).